# Aspartaam
Aspartaam is een kunstmatige zoetstof die ongeveer 200 maal zo zoet is als suiker. Door deze grote zoetkracht en de lage energetische waarde voor het lichaam wordt het vooral gebruikt in zoete lightproducten zoals frisdranken. 
Aspartaam is een methylester van het dipeptide dat is opgebouwd uit de aminozuren asparaginezuur en fenylalanine. De zoetstof is de stereo-isomeer L-fenylalanine. De variant D-fenylalanine smaakt niet zoet, omdat het door zijn structuur niet kan binden aan de smaakpapillen voor zoetheid op de tong. Zowel asparaginezuur als fenylalanine komen normaal in onze voeding voor.
Sinds de introductie van deze (kunstmatige) zoetstof begin jaren tachtig circuleren er negatieve berichten rondom de effecten op de gezondheid. Tientallen jaren van wetenschappelijk onderzoek hebben een verband aangetoond tussen Aspartaam en overgewicht, stemmingsstoornissen, hart- en vaatziekten en het is mogelijk zelfs kankerverwekkend. Enkele door fabrikanten van Aspartaam en frisdranken gesponsorde onderzoeken tussen 2000 en 2016 hebben geen schadelijke effecten kunnen aantonen. Aspartaam is in de EU en de VS toegelaten en wordt veilig geacht.

## Ontdekking
De zoetstof werd in 1965 bij toeval ontdekt door James Schlatter, die bij G.D. Searle & Co, in Skokie, Illinois, Verenigde Staten, werkte. Hij deed onderzoek naar de ontwikkeling van een medicijn tegen maagzweren en maakte daartoe een reeks van verbindingen die telkens uit twee aminozuren bestonden. Een van deze verbindingen was gemaakt van asparaginezuur en fenylalanine. Toen Schlatter aan zijn vinger likte om een stuk papier op te pakken, constateerde hij dat zijn vinger zoet smaakte. Het bleek dat zijn vinger vervuild was met de door hem gesynthetiseerde stof aspartaam. De stof werkte weliswaar niet maagbeschermend, maar leidde wel tot een groot commercieel succes voor de firma.
In de tijd dat aspartaam nog onder octrooi viel, kon de firma hoge prijzen vragen voor de zoetstof, die opliepen tot 100 dollar per kilogram. Om eenzelfde zoetkracht te bereiken als met suiker, was zo weinig nodig, dat de kosten voor het zoeten met aspartaam nog altijd lager waren dan de kosten voor het gebruik van suiker.

## Toepassingen
Aspartaam wordt vooral gebruikt voor het zoeten van 'light' frisdranken en andere voedingsmiddelen die koud bereid kunnen worden.
Aspartaam valt bij temperaturen die net boven kamertemperatuur liggen al uit elkaar en verliest daardoor zijn zoetheid. Hierdoor is aspartaam niet geschikt als zoetmiddel voor voedingsmiddelen die verhit moeten worden.
Aspartaam verliest zijn zoetheid na verloop van tijd doordat de stof niet stabiel is. De stoffen die na de afbraak ontstaan zijn smaakloos en beïnvloeden de smaak van het product niet, maar kunnen wel andere gevolgen hebben voor het menselijk lichaam; zie daarvoor verder onder metabolisme. In dranken zoals cola en andere koolzuurhoudende en zure frisdranken is de stof tot een half jaar houdbaar.
De Europese Unie heeft een Aanvaardbare Dagelijkse Inname (ADI) van 40 mg/kg lichaamsgewicht vastgelegd. De FDA heeft een ADI van 50 mg/kg lichaamsgewicht bepaald. Dat komt overeen met 22 blikjes (7 liter) light frisdrank per dag voor een man van 80 kg en met 15 blikjes (5 liter) voor een vrouw van 55 kg.
Onderzoeken in verschillende landen hebben aangetoond dat gemiddeld 2 tot 4 mg/kg aspartaam per persoon wordt ingenomen in Europese landen. Een hoge inname van meer dan 10 mg/kg treedt op bij 2,5% van de onderzochte personen.

### Metabolisme
Aspartaam is een dipeptide en wordt in het maag-darmkanaal volledig gehydrolyseerd. Net als bij andere eiwitten gebeurt, splitsen de spijsverteringsenzymen (peptidase en esterase) het molecuul in de aminozuren waaruit het is opgebouwd: asparaginezuur en fenylalanine. Deze aminozuren komen ook in eiwitten in het dagelijks voedsel voor in combinatie met andere aminozuren. Het aspartaat (de geïoniseerde vorm van asparaginezuur) wordt snel gemetaboliseerd, waardoor deze stof niet in verhoogde niveaus in het bloed wordt aangetroffen, ook niet bij een excessief gebruik van aspartaam. De verhoging van de concentratie van fenylalanine in het bloed, als gevolg van een hoge dosis aspartaam, is weliswaar meetbaar, maar komt niet boven gemeten concentraties na een maaltijd.
Bij de afbraak ontstaat ook een geringe hoeveelheid methanol, dat eerst geoxideerd wordt tot formaldehyde en vervolgens tot mierenzuur.

### Veiligheid
Aspartaam is een van de meest onderzochte voedingsstoffen. In 2002, 2009 en 2013 evalueerde de Europese autoriteit voor voedselveiligheid (EFSA) alle tot op dat moment verrichte wetenschappelijke onderzoeken. Niet alleen keek de EFSA naar onderzoeken die aantoonden dat aspartaam wel tot de dagelijkse voedingsmiddelen mocht behoren, maar ook naar onderzoeken die tegen aspartaam waren. Veel van deze onderzoeken zijn nietig verklaard door de EFSA, aan de hand van onderzoeken verricht door particuliere bedrijven. Zij zag daarbij geen reden om haar aanbeveling van een toelaatbare dagelijkse inname van maximaal 40 mg per kilogram lichaamsgewicht te wijzigen. Tijdens een herevaluatie van honderden studies naar aspartaam, oordeelde een wetenschappelijk panel van EFSA dat de geldende ADI-norm veilig is, behalve voor mensen die lijden aan de stofwisselingsziekte fenylketonurie. Ongeveer 1 op 18.000 mensen lijdt aan fenylketonurie. Fenylketonurie is een verhoogde concentratie van fenylalanine in het bloed. Fenylalanine is voor de mens een essentieel aminozuur. Dat wil zeggen dat de mens dit aminozuur niet zelf kan aanmaken en het uit voedsel moet opnemen.  Op de verpakking van voedingsmiddelen die met aspartaam gezoet zijn staat altijd de waarschuwing "bevat een bron van fenylalanine".
In 1974 werd de stof door de FDA in eerste instantie vrijgegeven, maar de FDA herriep die beslissing en verlangde in 1975 verdere tests. Uiteindelijk werd op grond van de tests de stof in 1981 toegelaten voor het gebruik in droge voedingsmiddelen op voorwaarde dat op het etiket werd vermeld: bevat fenylalanine. Daarna volgde in 1983 de toelating voor koolzuurhoudende dranken en in 1993 voor overige voedingsmiddelen. Ook bij later uitgebreid onderzoek is geen verband aangetoond, en werd aspartaam ook in de Verenigde Staten toegelaten voor menselijke consumptie.